# Церетели, Ираклий Георгиевич
Ира́клий Гео́ргиевич Церете́ли (груз. ირაკლი (კაკი) გიორგის ძე წერეთელი; 20 ноября [2 декабря] 1881, Гориса, Шорапанский уезд — 20 мая 1959, Нью-Йорк, Нью-Йорк) — политический деятель России и Грузии.

## Биография
Выходец из известной грузинской имеретинской фамилии Церетели; ветвь семьи, к которой принадлежал Ираклий Церетели, не имела княжеского титула. Его отец — Г. Е. Церетели — был выдающимся грузинским писателем, издателем и общественным деятелем. Мать, Олимпиада Яковлевна Николадзе (сестра известного грузинского либерального журналиста, просветителя и государственного деятеля Нико Николадзе), получила образование в Женевском университете. Рано скончалась. У Ираклия была старшая сестра Елена (Элико) и брат Леван.

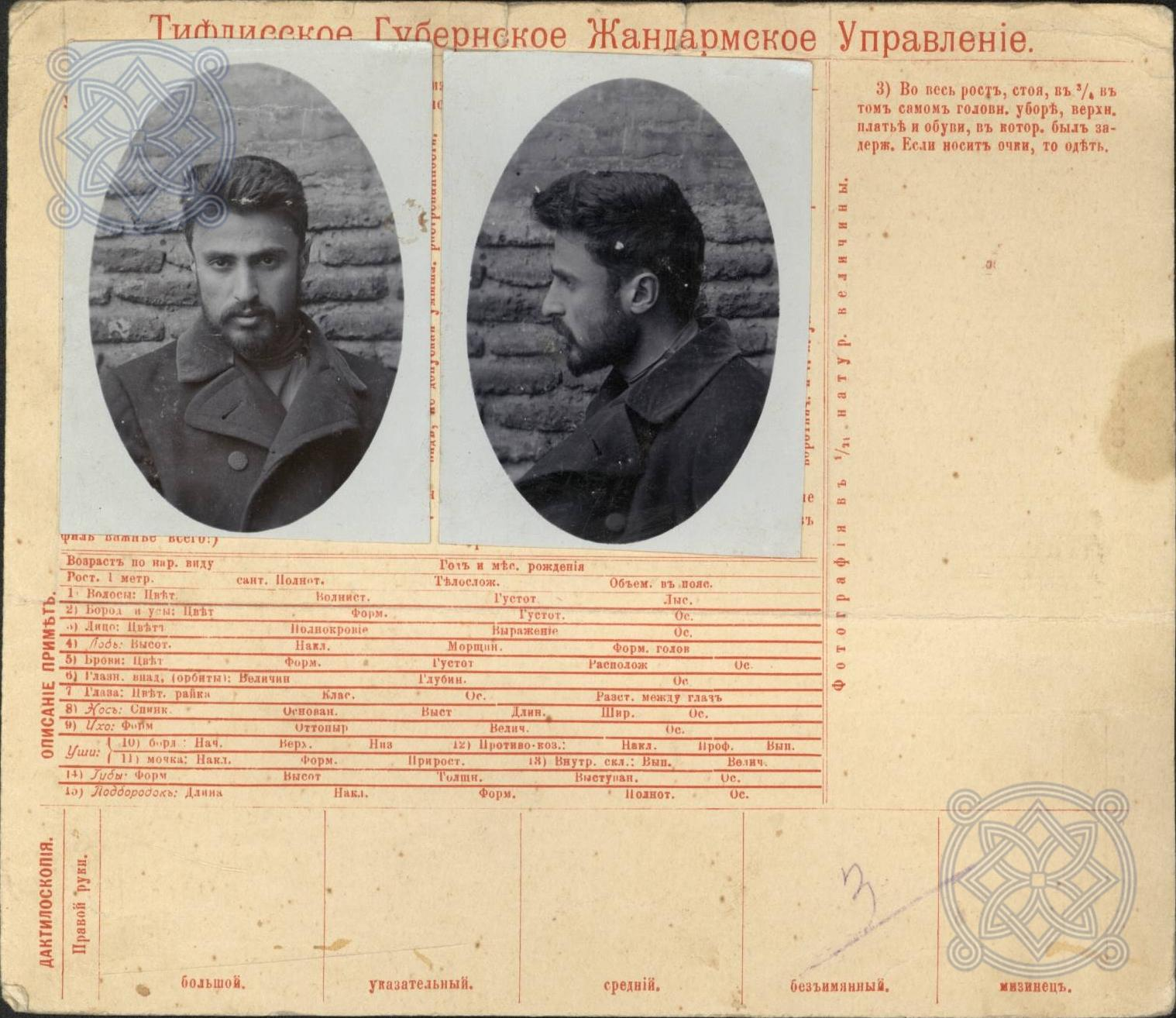
Жандармская карточка на Ираклия Церетели, составленная в 1904 году Тифлисским губернским жандармским управлением

Окончил 2-ю Тифлисскую гимназию. В 1900 году поступил на юридический факультет Московского университета, где стал одним из лидеров студенческого движения, за что был сослан в Сибирь (1901—1903).
После ссылки Церетели стал социал-демократом и вошёл в состав Тифлисского комитета РСДРП. После II съезда партии (1903) — меньшевик, главный редактор еженедельного социал-демократического журнала «Квали» (Борозда). В 1904 году, спасаясь от ареста, уехал в Берлин, где поступил в университет.
После начала революции 1905 года, несмотря на туберкулёз, вернулся в Россию.
В 1907 году был избран членом Второй Думы, где стал председателем социал-демократической фракции и членом аграрной комиссии Думы. В июне 1907 года после разгона Думы по обвинению в подготовке государственного переворота был осуждён на 5 лет тюрьмы (г. Николаев), замененной по состоянию здоровья 6 годами тюрьмы в Александровской центральной каторжной тюрьме (Иркутская губерния) с последующим поселением в Сибири (Иркутская губерния, городок Балаганск).

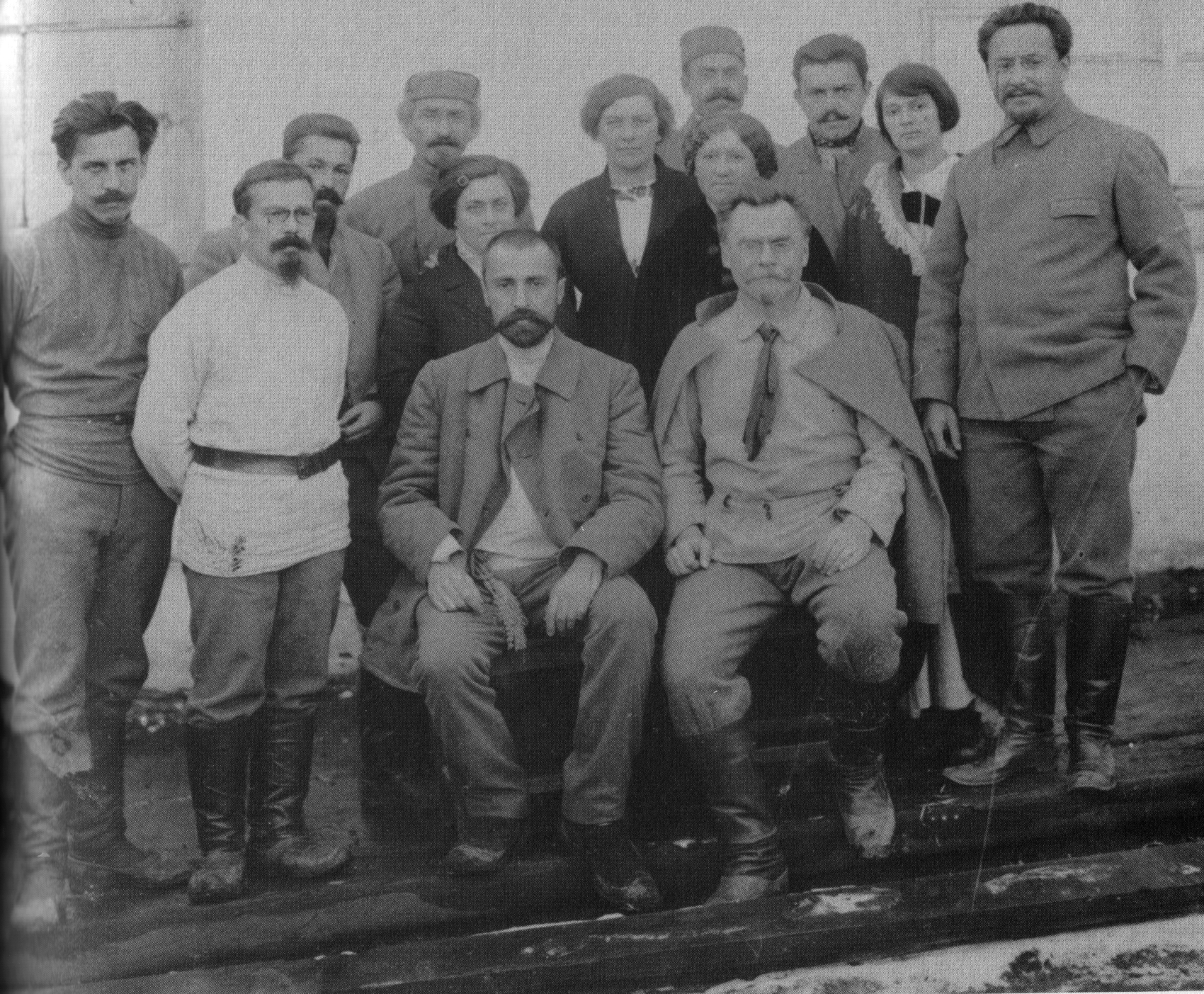
Ссыльные революционеры в Иркутске. В первом ряду: Дан, Церетели, Войтинский, Абрам Гоц

После Февральской революции участвовал в создании Советов рабочих депутатов и Военной организации Иркутска. 5 марта Ираклий Церетели из Иркутска сообщал, что в городе был создан Комитет общественных организаций, гарнизон перешёл на сторону революции.

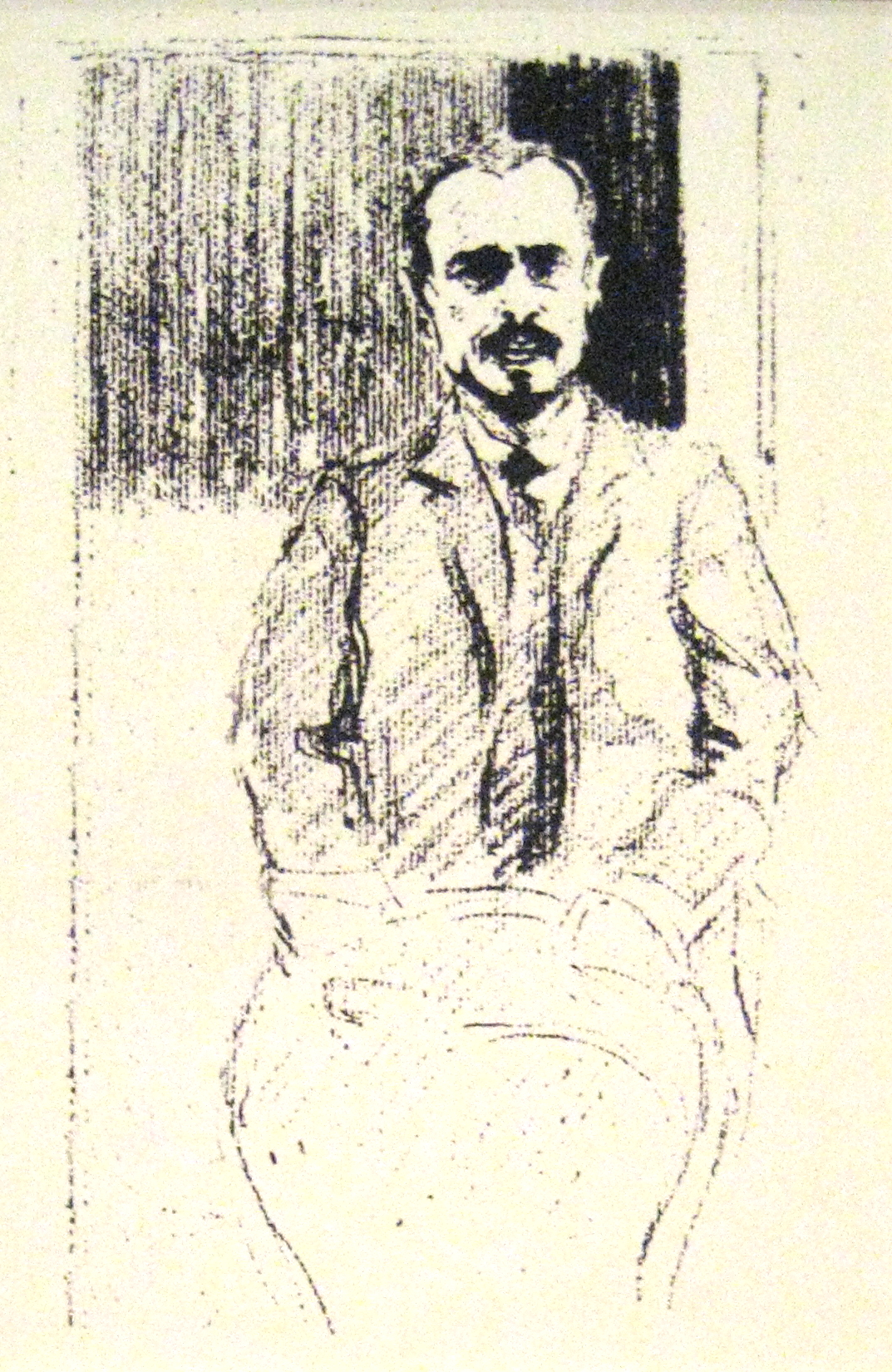
Ираклий Церетели во время Московского государственного совещания. Рис. Ю. К. Арцыбушева

19 марта (1 апреля) вернулся в Петроград, вошёл в состав исполкома Петроградского Совета. К этому времени определился как «революционный оборонец». Вместе с Ф. И. Даном и Н. С. Чхеидзе был в то время одним из наиболее видных меньшевиков. На Всероссийском совещании Советов (29 марта (11 апреля) — 3 (16) апреля) выступал с докладом об отношении к войне. В принятой по его предложению резолюции российские демократы призывали мобилизовать все силы страны для укрепления фронта и тыла. Церетели считал необходимым условием прекращения войны усилия социалистов во всех воюющих странах, выступал за объединение всех социал-демократов на общей платформе, был противником «апрельских тезисов» В. И. Ленина.

Сепаратный мир погубил бы и революцию, и страну. России пришлось бы воевать на стороне Германии, и она отдана была бы во власть германскому империализму.

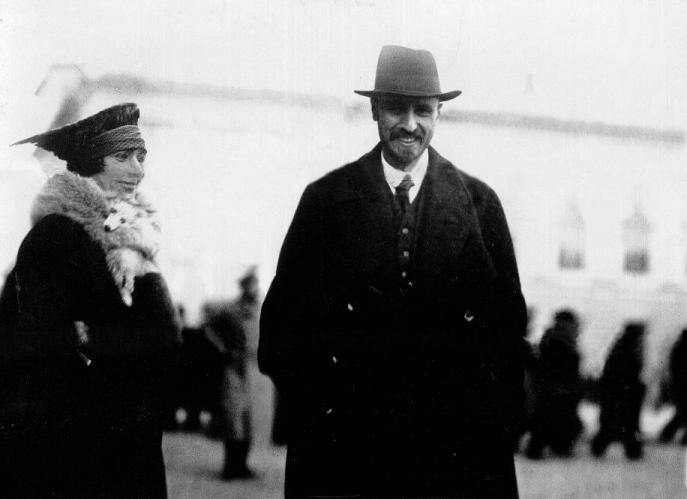
Церетели в мае 1917 г. Фото Я. В. Штейнберга

В мае 1917 года при формировании второго состава Временного правительства (первого коалиционного правительства с участием социалистов) вошёл в состав правительства как министр почт и телеграфа. 4 (17) июня на I съезде Советов произошла знаменитая стычка Церетели и Ленина, когда на заявление Церетели: «…в России нет политической партии, которая говорила бы: дайте в наши руки власть…», Ленин ответил: «Есть такая партия!». Фраза Ленина представлялась советской пропагандой как поворотный момент в борьбе большевиков за власть.
Церетели входил в руководство делегации Временного правительства (совместно с М. И. Терещенко), признавшей автономию Украинской Центральной рады. При этом делегация без согласования с правительством согласилась с предложениями Центральной рады и включила в состав автономии все юго-западные губернии России. В знак протеста против этих действий 2 (15) июля 1917 все министры-кадеты ушли в отставку (см. Июльский кризис Временного правительства). 8 июля Церетели временно по совместительству был назначен министром внутренних дел. В состав сформированного 24 июля второго коалиционного правительства не вошёл.
После принятия Петроградским Советом большевистской резолюции «О власти» в знак протеста вместе со всем эсеро-меньшевистским Президиумом Петроградского Совета 6 сентября Церетели сложил свои полномочия. 14 (27) сентября на Демократическом совещании заявил, что одна социал-демократия не в силах решить стоящие задачи и необходима коалиция с кадетами; утверждал, что за Л. Г. Корниловым пошли только авантюристические элементы буржуазии; настаивал на подотчётности Временного правительства создаваемому Предпарламенту.
К Октябрьской революции Ираклий Церетели отнёсся отрицательно. 5 (18) января 1918 года на заседании Учредительного собрания сказал:

Революция в России одна, — она началась в февральские дни, она пережила тяжёлые испытания, но самые тяжёлые испытания она переживает в настоящий момент. На её плечи взваливается ноша, которая может раздавить её на долгую жизнь. Совершается разделение России на два непримиримых лагеря, линия гражданской войны прошла через сердце демократии.

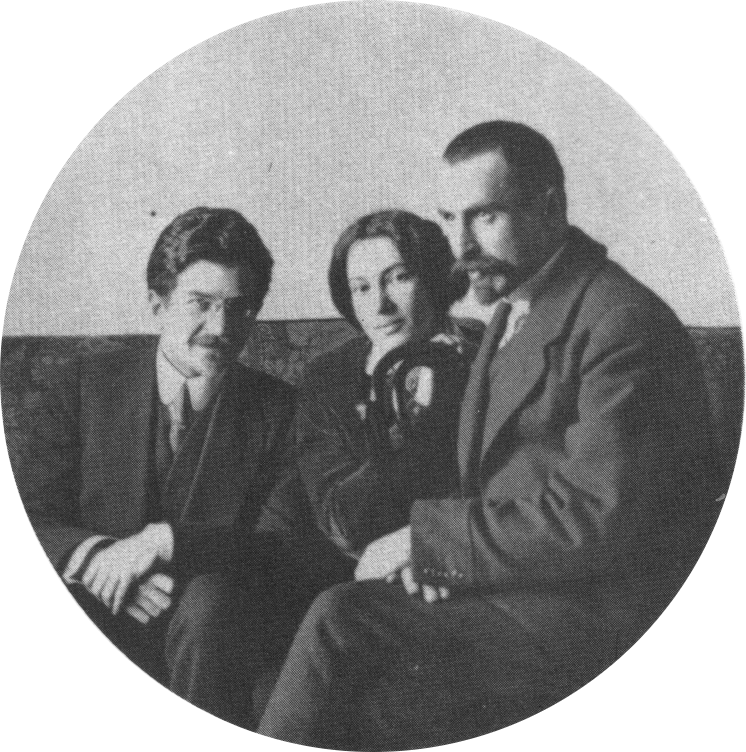
Лидия Дан (в центре), С. Л. Вайнштейн (слева) и И. Г. Церетели (справа).
Иркутск, 1914-1915 гг.

После роспуска Учредительного собрания (вместе с В. С. Войтинским и его семьёй) уехал в Грузию, где стал одним из лидеров независимой Грузинской Демократической республики и Социал-демократической партии Грузии. 26 мая 1918 года подписал Декларацию независимости Грузии.
В 1919 году был представителем Грузии на Парижской (Версальской) конференции.
После ввода Красной Армии в Грузию в 1921 году — в эмиграции, с 1922 по 1930 гг. член Заграничного Бюро Социал-демократической рабочей партии Грузии. С 1931 года официально отказался от членства в ЗБ СДРП Грузии и практически отошёл от политической деятельности. В 1931 году окончил юридический факультет университета Сорбонны (Париж), занимался частной юридической практикой, сначала во Франции, а с 1940 года — в США. Был представителем грузинских социал-демократов в изгнании на многих международных форумах, был членом исполкома II Интернационала.
Скончался в Нью-Йорке 21 мая 1959 года, похоронен на кладбище городка Левиль-сюр-Орж, под Парижем (на месте захоронения большинства Грузинской политической эмиграции 1921 года).

## Образ в кино
- Георгий Сагарадзе — Великое зарево (1938)

## Труды
- Церетели И. Г. Речи. — Париж; Тифлис, 1917—18. — Т. 1—2.
- Церетели И. Г. Воспоминания о Февральской революции. — Париж, 1963. — Т. 1—2.
- Церетели И. Г. Кризис власти. Воспоминания лидера меньшевиков, депутата II Государственной думы. 1917-1918. — М., 2007.